# Геппі-Едвенчр
Геппі-Едвенчр (англ. Happy Adventure) — містечко в Канаді, у провінції Ньюфаундленд і Лабрадор.

## Населення
За даними перепису 2016 року, містечко нараховувало 200 осіб, показавши скорочення на 8,7%, порівняно з 2011-м роком. Середня густина населення становила 20,8 осіб/км².
З офіційних мов обидвома одночасно не володів жоден з жителів, тільки англійською — 195.
Працездатне населення становило 39,5% усього населення, рівень безробіття — 26,7% (28,6% серед чоловіків та 25% серед жінок). 80% осіб були найманими працівниками, а 20% — самозайнятими.

## Клімат
Середня річна температура становить 4,3°C, середня максимальна – 18,9°C, а середня мінімальна – -11,7°C. Середня річна кількість опадів – 1 168 мм.
| Клімат поселення                              | Клімат поселення | Клімат поселення | Клімат поселення | Клімат поселення | Клімат поселення | Клімат поселення | Клімат поселення | Клімат поселення | Клімат поселення | Клімат поселення | Клімат поселення | Клімат поселення | Клімат поселення |
| Показник                                      | Січ.             | Лют.             | Бер.             | Квіт.            | Трав.            | Черв.            | Лип.             | Серп.            | Вер.             | Жовт.            | Лист.            | Груд.            |                  |
| Середній максимум, °C                         | −1,1             | −1,31            | 2,42             | 7,03             | 11,38            | 15,84            | 18,87            | 18,74            | 14,97            | 10,09            | 5,31             | 0,10             |                  |
| Середня температура, °C                       | −6,26            | −6,48            | −2,73            | 1,86             | 6,21             | 10,68            | 15,53            | 15,40            | 11,61            | 6,74             | 1,95             | −3,25            |                  |
| Середній мінімум, °C                          | −11,42           | −11,65           | −7,9             | −3,29            | 1,06             | 5,52             | 12,18            | 12,03            | 8,26             | 3,38             | −1,4             | −6,61            |                  |
| Норма опадів, мм                              | 98               | 96               | 91               | 88               | 86               | 96               | 91               | 87               | 116              | 112              | 99               | 108              |                  |
| Середньомісячна швидкість вітру, м/с          | 5.76             | 5.56             | 5.54             | 5.38             | 4.98             | 4.79             | 4.55             | 4.64             | 5.06             | 5.42             | 5.58             | 5.75             |                  |
| Середньомісячна сонячна радіація, кДж/м²·день | 3852             | 6819             | 10620            | 14121            | 17062            | 18982            | 18884            | 15845            | 11756            | 6905             | 3990             | 2923             |                  |
| --------------------------------------------- | ---------------- | ---------------- | ---------------- | ---------------- | ---------------- | ---------------- | ---------------- | ---------------- | ---------------- | ---------------- | ---------------- | ---------------- | ---------------- |
| Джерело:                                      |                  |                  |                  |                  |                  |                  |                  |                  |                  |                  |                  |                  |                  |